# Lisa Badum
Lisa Badum (ur. 3 października 1983 w Forchheim) – niemiecka polityk, od 2017 roku jest posłanką do Bundestagu z ramienia partii Zielonych.